# Brindisi FC
Brindisi FC (wł. Società Sportiva Dilettantistica Brindisi Football Club) – włoski klub piłkarski, mający siedzibę w mieście Brindisi, w południowo-wschodniej części kraju, grający w rozgrywkach Serie D.

## Historia
Chronologia nazw:
- 1912: Polisportiva Brindisi Sport
- 1931: klub rozwiązano
- 1935: Polisportiva Brindisi Sport
- 1972: Brindisi Sport
- 1990: klub rozwiązano
- 1990: Brindisi Calcio
- 2004: klub rozwiązano
- 2004: Football Brindisi 1912 S.r.l.
- 2011: klub rozwiązano
- 2011: Società Sportiva Dilettantistica Calcio Città di Brindisi a r.l.
- 2015: klub rozwiązano
- 2015: Associazione Sportiva Dilettantistica Brindisi – po wykupieniu licencji od Real Paradiso Brindisi
- 2017: Società Sportiva Dilettantistica Brindisi Football Club S.r.l.

Klub sportowy PS Brindisi Sport został założony w miejscowości Brindisi 7 marca 1912 roku w wyniku włączenia do klubu Brindisi Football Team (powstał w 1910). W 1913 roku zespół został mistrzem regionu. W sezonie 1913/14 brał udział w mistrzostwach Seconda Categoria Puglia. Ale początek I wojny światowej zmusił do zawieszenia działalności klubu. Dopiero, w sezonie 1928/29 zespół debiutował w rozgrywkach Terza Divisione Puglia (D4), zdobywając awans do Seconda Divisione. W sezonie 1929/30 po podziale najwyższej dywizji na Serie A i Serie B poziom Seconda Divisione został zdegradowany do czwartego stopnia. Sezon 1930/31 zakończył na 11.miejscu w grupie F Prima Divisione, ale potem zrezygnował z dalszych występów z powodu kłopotów finansowych i na kilka lat zawiesił działalność.
W 1935 roku klub odrodził się i startował w Seconda Divisione Puglia (D5). W 1936 zespół awansował do Prima Divisione Puglia, a w 1938 do Serie C.
Po kolejnym przymusowym zawieszeniu mistrzostw spowodowanych przez II wojnę światową, w 1945 roku klub został zakwalifikowany do Serie C Centro-Sud. W 1946 zdobył awans do Serie B, ale po dwóch latach spadł z powrotem do Serie C. W 1952 został zdegradowany do IV Serie (D4), w 1955 do Promozione Puglia, a w 1956 do Prima Divisione Puglia (D6). W 1958 został promowany do Campionato Dilettanti Puglia, a w 1959 do Serie D. W 1968 otrzymał promocję do Serie C. W 1972 awansował do Serie B, przyjmując nazwę Brindisi Sport. W 1976 spadł do Serie C. W 1978 po kolejnej reorganizacji systemu lig klub został zakwalifikowany do Serie C2 (D4). W 1985 otrzymał promocję do Serie C1. W 1990 roku klub został zdegradowany do Serie C2, ale potem został rozwiązany.
W 1990 roku klub został reaktywowany z nazwą Brindisi Calcio i startował w rozgrywkach Campionato Interregionale (D5), które w 1992 zmieniło nazwę na Campionato Nazionale Dilettanti. W 1994 roku po kolejnym bankructwie, był zmuszony do dobrowolnej delegacji do Eccellenza Puglia (D6). W 2000 klub został promowany do Serie D, a po dwóch latach do Serie C2. W 2004 klub ogłosił upadłość.
W 2004 powstał nowy klub o nazwie Football Brindisi 1912 S.r.l., który startował w sezonie 2004/05 w rozgrywkach Eccellenza Puglia (D6). W 2005 awansował do Serie D, a w 2009 do Lega Pro Seconda Divisione (D4). Ale po zakończeniu sezonu 2010/11 klub ponownie zbankrutował.
W 2011 klub został odrodzony jako SSD Calcio Città di Brindisi a r.l. i startował w Serie D. W 2015 po raz kolejny klub  zaprzestał działalności. zdegradowany do Campionato Nazionale Dilettanti (D5), a w 1994 wrócił do Serie C2. W 1997 klub znów spadł do Campionato Nazionale Dilettanti, a potem połączył się z AC Thiene, przenosząc się do Thiene, po czym nazwa klubu została zmieniona na AC ThieneValdagno. Klub z Valdagno
W 2015 klub został reaktywowany z nazwą ASD Brindisi i po odkupieniu tytułu sportowego od klubu Real Paradiso Brindisi startował w rozgrywkach Prima Categoria Puglia (D7). W 2016 otrzymał promocję do Promozione Puglia. W 2017 roku zmienił nazwę na SSD Brindisi Football Club S.r.l., a w 2018 awansował do Eccellenza Puglia. Po zakończeniu sezonu 2018/19 zajął drugie miejsce w Eccellenza Puglia, a potem po wygranych barażach otrzymał promocję do Serie D.

## Barwy klubowe, strój
|  |  |

Klub ma barwy biało-niebieskie. Zawodnicy domowe spotkania zazwyczaj grają w niebieskich koszulkach, niebieskich spodenkach oraz niebieskich getrach.

## Sukcesy

### Trofea międzynarodowe
Nie uczestniczył w rozgrywkach europejskich (stan na 31-05-2020).

### Trofea krajowe
| \| \| Zdobyte trofea w rozgrywkach Włoch (stan na: 31-08-2020) \| |                                                          |      |                                    |
| Rozgrywki                                                         | Osiągnięcie                                              | Razy | Sezon(y)                           |
| · Mistrzostwo                                                     | I miejsce                                                | 0    |                                    |
| · Mistrzostwo                                                     | II miejsce                                               | 0    |                                    |
| · Mistrzostwo                                                     | III miejsce                                              | 0    |                                    |
| · Puchar                                                          | zdobywca                                                 | 0    |                                    |
| · Puchar                                                          | finalista                                                | 0    |                                    |
| · Puchar                                                          | runda I                                                  | 4    | 1972/73, 1973/74, 1974/75, 1975/76 |
| II liga                                                           | I miejsce                                                | 0    |                                    |
| II liga                                                           | II miejsce                                               | 0    |                                    |
| II liga                                                           | III miejsce                                              | 0    |                                    |
| II liga                                                           | 7.miejsce                                                | 1    | 1972/73                            |
| Włochy                                                            | Zdobyte trofea w rozgrywkach Włoch (stan na: 31-08-2020) |      |                                    |

- Serie C (D3):
  - mistrz (1x): 1971/72 (C)
  - wicemistrz (1x): 1969/70 (C)
  - 3.miejsce (1x): 1970/71 (C)

### Inne trofea
- Puchar Serie C w piłce nożnej:
  - zdobywca (1x): 2002/03

## Piłkarze, trenerzy, prezydenci i właściciele klubu

### Prezydenci
...
- 1935–1941:  Giovanni Roma

...
- od 2019:  Umberto Vangone

## Struktura klubu

### Stadion
Klub piłkarski rozgrywa swoje mecze domowe na Stadio Franco Fanuzzi w mieście Brindisi o pojemności 10 573 widzów.

### Derby
- SS Ercolanese
- SSC Bari
- Barletta 1922
- Città di Fasano
- Fidelis Andria 2018
- Foggia Calcio
- US Lecce
- SS Monopoli 1966
- Real Agro Aversa
- Taranto FC 1927
- Vigor Trani Calcio